# Nancy Johnson (tiratrice)
Nancy Johnson (14 gennaio 1974) è una tiratrice a segno statunitense.

## Palmarès

### Olimpiadi
- 1 medaglia:
  - 1 oro (Sydney 2000 nella carabina 10 metri aria compressa)